# 1823
Het jaar 1823 is het 23e jaar in de 19e eeuw volgens de christelijke jaartelling.

## Gebeurtenissen
januari
- Januari 1823 is in Nederland de koudste maand uit de instrumentale geschiedenis: De gemiddelde temperatuur kwam uit op -7.0 graden.[1]
- 28 - Een conservatieve coup maakt een einde aan het bewind van de eerste leider van Chili, generaal Bernardo O'Higgins. Hij gaat in ballingschap in Peru.

maart
- 16 - In Deldenerbroek vindt een van de laatste (vrijwillige) waterproeven in Nederland plaats. Het betreft een vrouw genaamd Hendrika Hofhuis, die door haar buren beschuldigd is van hekserij.
- 19 - Agustín de Iturbide treedt af, Mexico wordt een republiek.

mei
- 1 - De Expeditie naar de westkust van Borneo door Hubert Joseph Jean Lambert de Stuers wordt afgesloten met het bezweren door de inlandse hoofden van de nieuwe voorwaarden voor de goudwinning. Het gouvernement heeft echter geen middelen om de opstandige Chinezen in bedwang te houden.
- 26 - De gemeenteraad van Vollenhove besluit tot het graven van een vissershaven.
- 28 mei tot 2 september - Jacob van Lennep en Dirk van Hogendorp, twee voorname Leidse studenten, houden een wandeltocht door Nederland en tekenen alles op in hun dagboeken.
- mei - Franse troepen onder aanvoering van de hertog van Angoulême trekken Spanje binnen om namens de Heilige Alliantie de liberale regering te verdrijven en de oude orde te herstellen.

juni
- 13 - Een hevige brand legt een groot deel van Constantinopel in de as.

juli
- 2 - De regerende linie van het groothertogdom Oldenburg sterft uit met een vorst die niet in staat was te regeren. Hij wordt opgevolgd door de administrator, de vorst van Lübeck.
- 16 - De kathedraal Sint-Paulus buiten de Muren wordt door brand verwoest.

augustus
- 1 - De vier gemeenten van de oude Stadsvrijheid van Utrecht worden bij de stad Utrecht ingelijfd.
- 6 - De regering van het groothertogdom Oldenburg vaardigt een patent uit, waarbij de heerlijkheid Jever in bezit wordt genomen.

september
- 2 - Begin in Rome van het Conclaaf van 1823.
- 21 - Eerste verschijningen (volgens de overleveringen) van de engel Moroni aan Joseph Smith. Deze gebeurtenissen geven uiteindelijk aanleiding tot de oprichting van de Kerk van Jezus Christus van de Heiligen der Laatste Dagen, ook bekend als de mormonen.
- 28 - De kardinalen van de Rooms-Katholieke Kerk kiezen Leo XII tot paus.

oktober
- 6 - Het in Leeuwarden opgerichte Nederlandsch Genootschap tot Zedelijke Verbetering der Gevangenen krijgt koninklijke goedkeuring en daarmee rechtspersoonlijkheid.

november
- 7 - De leider van de Spaanse liberalen Rafael del Riego wordt op het Cebadaplein in Madrid opgehangen.

december
- 2 - President James Monroe van de Verenigde Staten spreekt het Amerikaans Congres toe naar aanleiding van de gebeurtenissen in Spanje. Hij wijst een Amerikaanse interventie af onder de leus:"Europa voor de Europeanen, Amerika voor de Amerikanen". Dit uitgangspunt zal bekend worden als de Monroe-doctrine).
- december - Mary Anning vindt de eerste fossiele resten van een Plesiosaurus.

zonder datum
- De Nederlander is het eerste stoomschip van de Koninklijke Nederlandse Stoomboot-Maatschappij. Het loopt van stapel op de scheepswerf van Hoogendijk in Capelle aan den IJssel.
- De gemeenteraad van Antwerpen verklaart het Nederlands tot enige officiële taal in de gemeente.

## Beeldende kunst

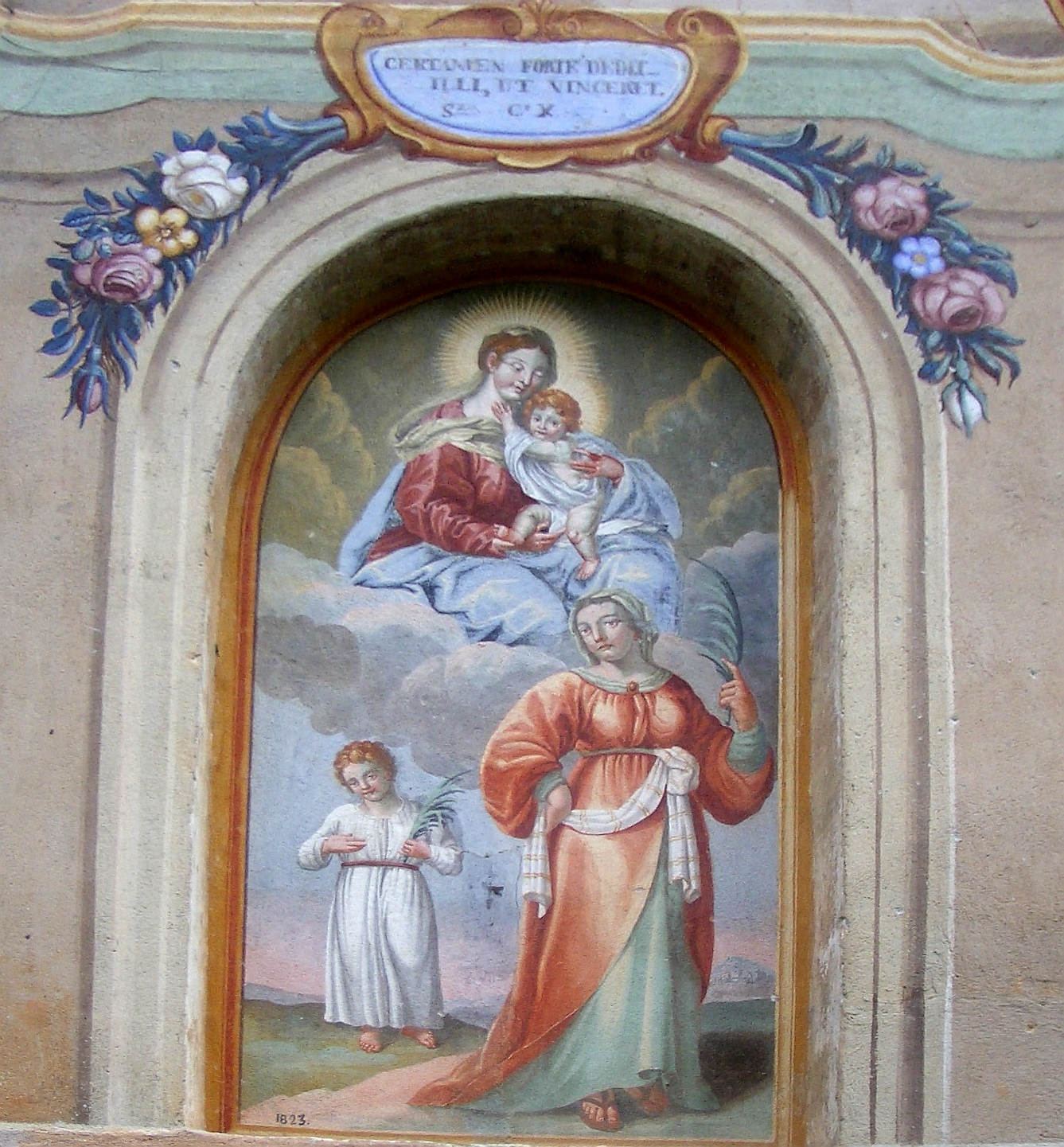
Fresco Santa Quirico i Julitta, Giovanni Piccina (1823), Vercelli (Italië)

## Bouwkunst

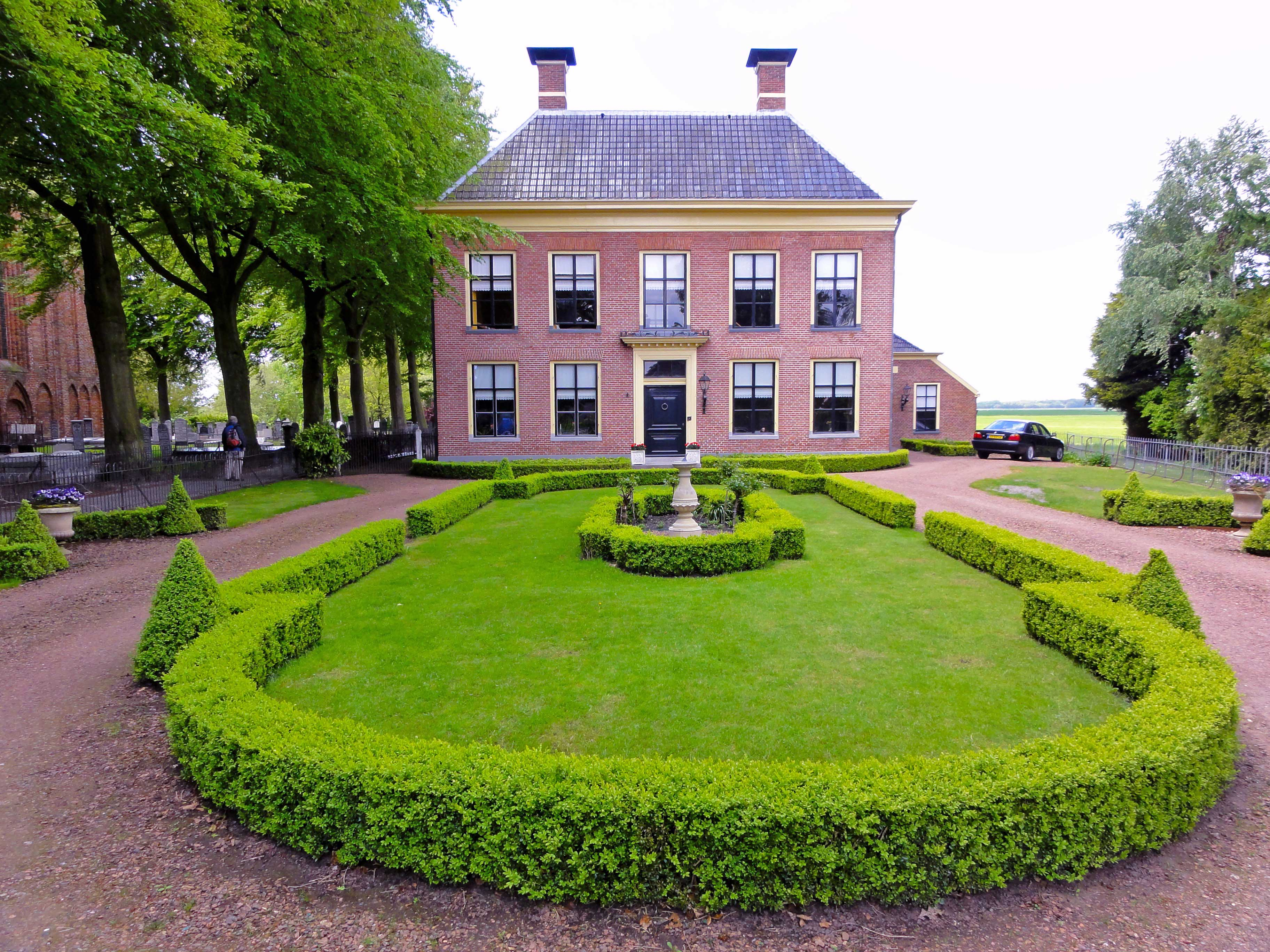
Pastorie, Noordbroek (1823)

## Geboren
januari
- 1 - Sándor Petőfi, Hongaars dichter (overleden 1849)
- 3 - Jacques-Nicolas Lemmens, Belgisch organist en componist (overleden 1881)
- 3 - Heinrich Gustav Reichenbach, Duits botanicus (overleden 1889)
- 5 - José María Iglesias, Mexicaans politicus (overleden 1891)
- 8 - Alfred Russel Wallace, Brits bioloog (overleden 1913)
- 28 - Frederik Frans II van Mecklenburg-Schwerin, groothertog van Mecklenburg-Schwerin (1842-1883), schoonvader koningin Wilhelmina (overleden 1883)

maart
- 21 - Jules Émile Planchon, Frans botanicus (overleden 1888)
- 31 - Ernest Doudart de Lagrée, Frans zeeman, diplomaat en ontdekkingsreiziger (overleden 1868)
- 31 - Charles Quaedvlieg, Nederlands schilder (overleden 1874)

april
- 3 - William M. Tweed, Amerikaans politicus (overleden 1878)
- 4 - Carl Wilhelm Siemens, Duits-Brits industrieel en uitvinder (overleden 1883)
- 23 - Abdülmecit, Ottomaans sultan (overleden 1861)
- 24 - Sebastián Lerdo de Tejada, Mexicaans president (1872-1876) (overleden 1893)

juli
- 5 - Johannes Henderik Kramers, Nederlands kostschooldirecteur (overleden 1896)

augustus
- 10 - Charles Samuel Keene, Engels illustrator en karikaturist (overleden 1891)
- 14 - Caspar Josefus Martinus Bottemanne, bisschop van Haarlem (overleden 1903)

september
- 16 - Abraham Dirk Loman, Nederlands predikant en hoogleraar (overleden 1897)
- 16 - Michaël Obrenović, vorst van Servië (overleden 1868)
- 16 - Francis Parkman, Amerikaans historicus (overleden 1893)

oktober
- 21 - Enrico Betti, Italiaans wiskundige (overleden 1892)

december
- 23 - Jozef Van Lerius, Belgisch kunstschilder (overleden 1876)
- 29 - Horace Lawson Hunley, Amerikaans ondernemer (overleden 1863)

## Overleden
januari
- 2 - Johann Baptist Allgaier (59), Duits schaakgrootmeester
- 26 - Edward Jenner (73), Brits uitvinder van de koepokinenting

februari
- 7 - Ann Radcliffe (58), Engels schrijfster van gothic novels
- 16 - Pierre-Paul Prud'hon (64), Frans kunstschilder en tekenaar
- 21 - Charles Wolfe (31), Iers dichter

maart
- 9 - Jean Henri van Swinden (76), Nederlands wis- en natuurkundige

augustus
- 20 - Paus Pius VII (81), paus van 1800 tot 1823
- 20 - Friedrich Arnold Brockhaus (51), Duits uitgever en encyclopedist
- 22 - Lazare Carnot (70), Frans revolutionair en wiskundige

oktober
- 23 - Marcos Coelho Neto (~60), Braziliaans componist

november
- 7 - Rafael del Riego (39), Spaans generaal en politicus

december
- 3 - Giovanni Battista Belzoni (45), Italiaans egyptoloog